# Peter Dinklage
Peter Hayden Dinklage, ameriški igralec, * 11. junij 1969.
Po prvi večji vlogi v filmu The Station Agent (2003) se je začel pojavljati v več filmih. Od leta 2011 Dinklage igra vlogo Tyriona Lannisterja v HBO-jevi TV seriji Igra prestolov. Leta 2011 je za to vlogo dobil tudi zlati globus in emmyja za najboljšega stranskega igralca.